# Maurepas (tổng)
Tổng Maurepas là một tổng của Pháp, tọa lạc tại tỉnh Yvelines trong vùng Île-de-France của Pháp.

## Phân chia hành chính
Tổng Maurepas được chia thành 4 xã:
- Coignières: 4 231 dân
- Élancourt: 26 655 dân
- Maurepas: 19 586 dân
- La Verrière: 6 053 dân

## Kết quả bầu cử
Trong vòng bầu cử thứ nhì ngày 16/3/2008, ông Ismaïla Wane (PS) đã được bầu với 40,27% phiếu bầu.